# Sphaericus naviculiformis
Sphaericus naviculiformis is een keversoort uit de familie klopkevers (Ptinidae). De wetenschappelijke naam van de soort werd in 2002 gepubliceerd door Erber & Hinterseher.